# Умаров, Мамихан Мухадиевич
Мамихан Мухадиевич Умаров, по австр. паспорту Мартин Бек (нем. Martin Beck; 17 марта 1977, Аргун, Чечено-Ингушская АССР — 4 июля 2020, Вена) — австрийский интернет-блогер чеченского происхождения, известный под псевдонимом Анзор из Вены; политический эмигрант. Был известен как один из ярых противников и критиков деятельности Рамзана Кадырова на посту главы Чеченской Республики в составе России. Застрелен 4 июля 2020 года, за убийство был осуждён Сарали Ахтаев.

## Жизнь в Чечне
Родился 17 марта 1977 года в городе Аргун Шалийского района Чечено-Ингушской АССР. У него были брат и две сестры: брат был убит силовиками.
В годы между Первой и Второй чеченскими войнами, в период фактического признания независимости Чечни Умаров устроился работать в Министерстве шариатской госбезопасности ЧРИ следователем. После свержения сепаратистского правительства и возвращения Чечни под контроль федеральных властей Умарова арестовывали несколько раз и избивали на допросах. Это повлияло на его решение уехать из России в Австрию.
В Австрию Умаров перебрался в 2005 году, получив паспорт на имя Мартина Бека (нем. Martin Beck). В феврале 2020 года он сказал украинскому журналисту Владиславу Сидоренко, что уехал из Чечни, поскольку основные полевые командиры ЧРИ были убиты, а власти стали расправляться с работавшими в органах безопасности ЧРИ лицами. От всех своих родственников в Чечне он отрёкся полностью, кроме матери, за которую искренне переживал.

## Жизнь в Австрии
Статус политэмигранта Умаров получил в 2007 году. В Австрии проживали его брат и мужья двух сестёр Анзора, однако все трое были убиты, что серьёзно потрясло Мамихана.  
В связи с этим с 2010 года Умаров начал сотрудничать со спецслужбами Австрии, став информатором венского управления Ведомства по защите конституции и борьбе с терроризмом: по его словам, через него прошло более 10 заказов на убийства. Умаров утверждал, что в 2015 году на него вышли люди из Чечни, которые просили найти человека для убийства депутата Верховной Рады Украины Игоря Мосийчука — в декабре 2014 года Мосийчук записал видео, в котором выругался в адрес Кадырова и пригрозил прийти за ним в Грозный, а затем ещё и показательно расстрелял фото Кадырова. Также с ним общались на возможность ликвидации чеченца Адама Осмаева и его жены Амины Окуевой, воевавших в вооружённых силах Украины на Донбассе против пророссийских сепаратистов. Умарову предлагали 1,5 млн. евро за подготовку киллеров; он же затем якобы передал Мосийчуку и Осмаеву все сведения о разговоре. Среди собеседников Умарова, по версии СБУ, были депутат Государственной Думы Адам Делимханов и некто Шаа Турлаев. В дальнейшем делом занялись в Службе безопасности Украины, продолжив переговоры с людьми из Чечни: они направили подставного киллера и даже передали заказчикам 20 тысяч долларов через курьера.
Несмотря на принятые СБУ действия по установлению заказчиков, 1 июня 2017 года на Адама Осмаева и Амину Окуеву совершил покушение чеченец Артур Денисултанов, прежде обвинявшийся в убийстве чеченского политэмигранта Умара Исраилова в 2009 году. 25 октября 2017 года Мосийчук чуть не стал жертвой покушения, когда был ранен в результате взрыва мопеда в Киеве недалеко от центра телеканала Espreso TV: МВД Украины и Рамзан Кадыров обвинили друг друга в организации покушения. Через пять суток на железнодорожном переезде в районе посёлка Глеваха в Киевской области был обстрелян автомобиль Осмаева и Окуевой, последняя была убита на месте. Мосийчук позже встретился с Умаровым в Австрии, узнав у него ряд подробностей, связанных с покушениями. В 2019 году сотрудники СБУ перестали отвечать на телефонные звонки и сообщения от заказчиков, что могло быть связано со сменой власти и избранием Владимира Зеленского.
Позже Умаров завёл свой видеоблог, став представляться на видеозаписях как «Анзор из Вены» и освещать различные политические события в виде публикации аудиоразговоров с высокопоставленным чиновниками Чечни, связанных с ликвидацией тех или иных беженцев из Чечни, которые воевали против федеральных войск. Также Анзор активно критиковал действия Рамзана Кадырова как главы Чечни и его окружение. По словам одного из жителей Вены, несмотря на заявленную Умаровым политическую составляющую видеоблога, на записях он преимущественно сквернословил и бранился: Умаров не столько предавал огласке информацию о событиях в Чечне, сколько попросту переходил на личности, матерясь в адрес всех подряд, и рассказывал об унижениях, которые якобы терпят соратники Кадырова. Его супруга Зарема в то же время утверждала, что «Анзор» свои резкие высказывания направлял исключительно кадыровцам. Всего он выпустил 29 видеороликов.

## Семья
Анзор был женат (супруга Зарема), их общие шестеро детей родились в Австрии, также у Заремы был старший сын от первого брака (ему было два года и три месяца, когда Мамихан и Зарема поженились). В 2009 году, после убийства Умара Исраилова, детей изъяли из семьи в связи с неблагоприятной ситуацией, а Зарема сумела вернуть только троих детей (остальных отдали в приёмные семьи в Мюнхене и в Австрии). Мамихан в своё время добивался права въехать на Украину, но получил отказ на пограничном пункте «Тиса» 22 декабря 2019 года, несмотря на то, что уже официально проходил свидетелем по делу об убийстве Окуевой. Был осуждён на два года австрийской полицией за организацию преступной группы: по словам Заремы, он собрал 12 человек, которые намеревались предать огласке некие сведения о реальном положении в Чечне, однако кто-то написал донос на Умарова. Поводом могла стать некая «стрелка» на мосту на Дунае, где собирались сторонники и противники Кадырова: после одной такой встречи «Анзор» резко оборвал контакты со своими людьми.

## Убийство
В 2019 году Кадыров в интервью ГТРК «Грозный» критически отозвался о тех, кто бросается в Интернете оскорблениями, сказав, что ради защиты чести готов был бы пойти на любые меры в отношении хама. В апреле 2020 года Умаров записал видеообращение к Кадырову, в котором оскорбительно выразился о Рамзане и Ахмате Кадыровых, назвал свой телефонный номер и заявил буквально следующее: «Присылай, кого считаешь мужиком». По словам другого чеченского блогера, Тумсо Абдурахманова, Умарову к тому моменту уже начали присылать угрозы и предупреждения, вследствие чего Мамихан усилил охрану своего дома. Также жена Мамихана утверждала, что ей звонила некая гражданка Украины Елена Денисенко, представившаяся как председатель «Общества украинско-чеченской дружбы» и требовала отречься от супруга, угрожая расправой Зареме и её детям. Сам же «Анзор» отрицал, что усилил какую-либо защиту дома, утверждая, что не боится встречи с возможными убийцами.
Вечером 4 июля 2020 года Мамихан Умаров был убит выстрелом в голову: его тело обнаружили в машине на парковке возле торгового центра G3 в пригороде Вены Герасдорф. Полиция не отпустила детей на похороны отца. Убийство Умарова связали не только с гибелью Умара Исраилова, но и с серией нападений на других чеченских политэмигрантов, активно критиковавших Кадырова и связанных с ЧРИ. Так, в ночь с 29 на 30 января 2020 года во французском Лилле был убит блогер Имран Алиев по прозвищу «Мансур Старый». 26 февраля 2020 года в шведском Евле на блогера Тумсо Абдурахманова, которому председатель чеченского парламента Магомед Даудов объявил кровную месть, напал ещё один чеченец, однако Тумсо разоружил его и сдал полиции.
Спустя несколько часов после обнаружения тела Умарова в Вене началась операция по преследованию подозреваемого в убийстве: тот на машине Audi добрался до Линца, однако при участии полицейского спецназа был задержан, не оказав сопротивления. Задержанным оказался уроженец Чечни 47-летний Сарали Ахтаев, перебравшийся в Европу в 2002 году. Также был арестован 37-летний Салман Магамадов, который уехал в Европу в 2004 году (до этого работал в антитеррористическом центре в Урус-Мартане): изначально он рассматривался как свидетель, однако его затем перевели в подозреваемые в связи со странными показаниями. На подошвах обуви Ахтаева была обнаружена кровь, принадлежавшая Умарову.
Венские адвокаты отказались защищать Ахтаева и Магамадова, а среди чеченцев Австрии стали ходить слухи о том, что за убийство Умарова предлагалось вознаграждение (телохранитель Умарова заявил, что сумма составляла 5 миллионов долларов). Позже родственники Мамихана Умарова записали видеообращение, в котором признались в его убийстве, поскольку якобы должны были остановить его, и попросили прощения за слова Умарова в адрес Кадырова. Вдова Мамихана утверждала, что Умаров ранее отрёкся от своих родственников, а к убийству причастны власти Чечни; в свою очередь, Рамзан Кадыров обвинил в убийстве западные спецслужбы. Ряд политологов также заявили о возможной причастности российских федеральных властей и чеченских региональных властей к убийству Умарова, а чеченская диаспора Вены во главе с бывшим адъютантом Аслана Масхадова и координатором чеченского культурного центра Хусейном Исхановым даже запланировала на 7 июля акцию протеста у российского посольства.
Суд над Ахтаевым проходил под охраной спецподразделения EKO Cobra и агентов контрразведки. На допросе выяснилось, что Ахтаев вечером 4 июля 2020 года встретился с Умаровым для обмена автомобиля на пистолет Glock: сев в машину, он выстрелил в Умарова пять раз. Тот попытался выбраться, однако Ахтаев произвёл контрольный выстрел в голову. Сам Ахтаев не признавал свою вину и утверждал, что настоящий убийца сбежал. Однако 6 августа 2021 года земельный суд Корнойбурга приговорил Сарали Ахтаева к пожизненному лишению свободы за убийство с правом просить о помиловании через 15 лет.